# Ctenucha schausi
Ctenucha schausi là một loài bướm đêm thuộc phân họ Arctiinae, họ Erebidae.